# Monte Blood
Il Monte Blood (in lingua inglese: Mount Blood) è una montagna antartica, situata a sud della bocca del Ghiacciaio Somero, 4,6 km a nordest del Monte Johnstone, nei Monti della Regina Maud, in Antartide. 
La denominazione fu assegnata dall'Advisory Committee on Antarctic Names (US-ACAN) in onore di Richard H. Blood, fisico della ionosfera dell'United States Antarctic Research Program (USARP) presso la Base Amundsen-Scott durante l'inverno 1965.